# Suomussalmi
Suomussalmi är en kommun i landskapet Kajanaland i f.d. Uleåborgs län. Suomussalmi har 7 508 invånare och har en yta på 5 857,62 km², varav 586,83 km² är vatten. Byn Ämmänsaari är centrum för kommunen. Kommunen är en enspråkigt finsk kommun.

## Historia
De första invandrarna bedöms ha kommit till området för cirka 10 000 år sedan med en av de äldsta bosättningarna på ön Kirkkosaari i södra ändan av Kiantajärvi. Sammanlagt har mer än 300 bosättningar lokaliserats inom kommunen med bland annat fynd av en 4 000-årig kopparmejsel, som är ett av de äldsta metallföremålen som hittats i Finland. I Hossa i Kainuu finns klippmålningar, som beräknas vara 2 500-3 000 år gamla med sammanlagt 61 separata ockramålningar med älgar och jägare. Målningarna sträcker sig över cirka 10,5 m och kan nås på guidad tur eller på egen hand med skidor eller skoter.

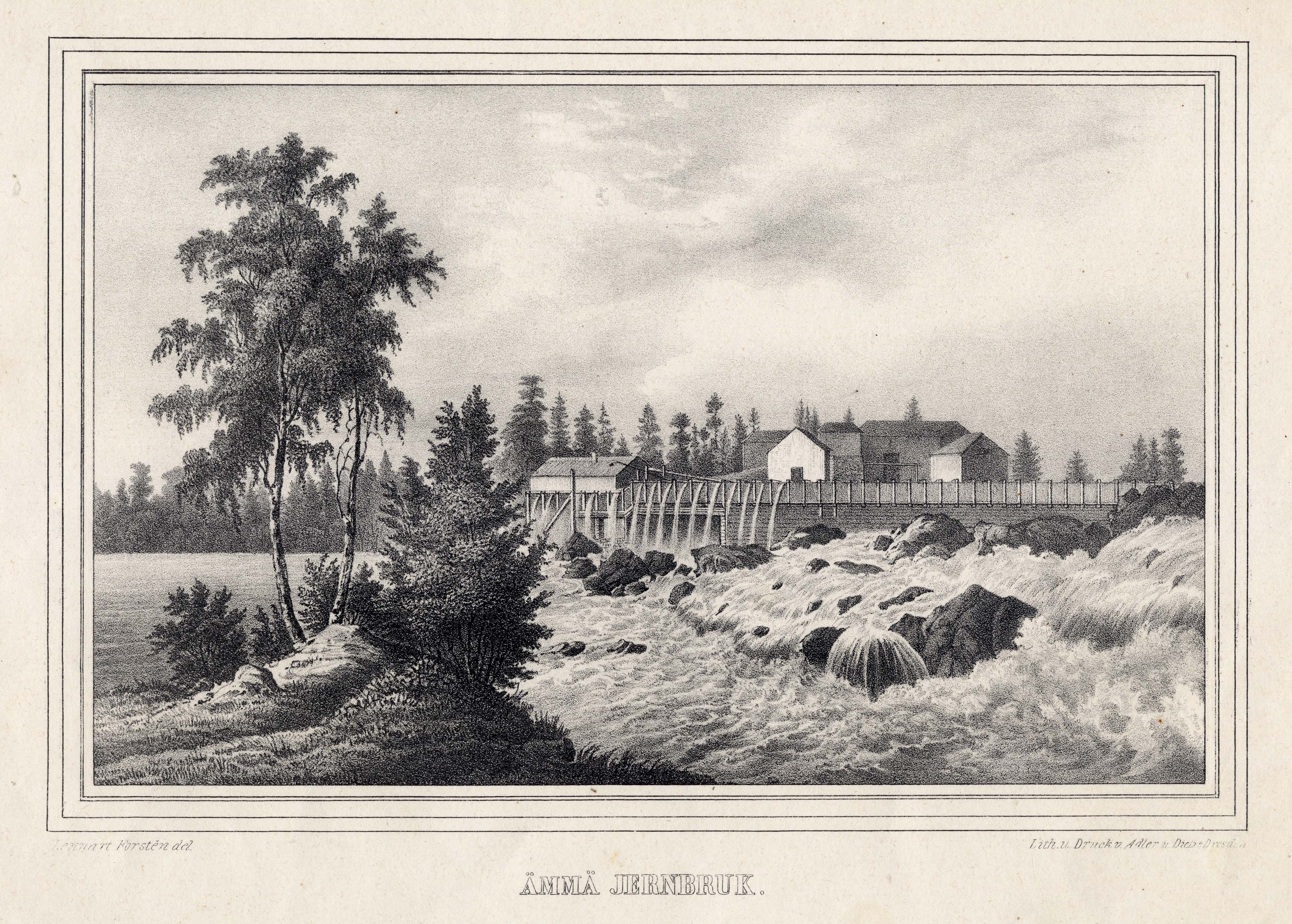
Ämmä järnbruk i Suomussalmi, från Finland framstäldt i teckningar 1845–1852

En förhistorisk utställning finns i Jalonniemi, som berättar om de tidiga skedena i områdets historia, medan en hembygdsgård med 1800-talets historia finns på en udde på Kirkkosaari.
Gränsen mot Ryssland drogs 1595 och gick i trakten av Suomussalmi, som därför blev en livlig handelsknutpunkt med karelarna, vilket varade fram till Finlands självständighet. Efter ryska revolutionen användes området av både soldater och flyende civila särskilt utefter Raate-vägen, som var en framkomlig led. År 1923 inrättades en tullstation för handeln över gränsen och Raatevägen (väg 9125) är sedan 1982 museiväg.
I Suomussalmi utkämpades en serie slag som kom att bli mycket kända i det finska vinterkriget mot Sovjetunionen, se slaget vid Suomussalmi. Som minnen efter krigshandlingarna finns en utställning vid Raatteen Portti och utefter Raate-vägen finns utgrävningar av skyttegravar, skytteposter och liknande. Som ett monument över kriget har invid vägen ett cirka tre hektar stort fält belagts med vassa stora stenar kring en ställning med mässingsklockor, som pinglar i vinden.

## Tätorter
Vid Statistikcentralens tätortsavgränsning den 31 december 2021 fanns två tätorter inom Suomussalmi kommuns område:
| Nr | Tätort              | Folkmängd |
| -- | ------------------- | --------- |
| 1  | Ämmänsaari          | 3 904     |
| 2  | Suomussalmi kyrkoby | 792       |

## Styre och politik

### Mandatfördelning i Suomussalmi kommun, valen 1976–2021
| 13 | 2 |  | 13 |  |  | 4 |

| 12 | 2 | 2 | 14 |  | 4 |

| 11 | 2 | 2 | 16 | 4 |

| 10 |  |  |  |  | 18 | 3 |

| 11 |  | 3 | 17 | 3 |

| 9 | 2 | 19 | 5 |

| 9 | 2 | 21 | 3 |

| 11 |  | 20 | 3 |

| 23 | 12 |

| 12 | 19 | 4 |

| 19 | 16 |

| 10 | 4 | 19 | 2 |

| 22 | 13 |

| 10 |  | 17 | 3 |

| 17 | 14 |

| 8 | 5 | 14 | 4 |

| 18 | 13 |

### Vänorter
Suomussalmi har två vänorter:
- Kalevala, Ryssland
- Nordmalings kommun, Sverige

## Näringsliv
Av kommunens arbetsplatser finns de flesta inom jord- och skogsbruk och inom tillverkning. Turism- och serviceindustrin, särskilt den som inriktats på natur- och vildmark, har expanderat i omfattning under senare decennier.

## Demografi

### Befolkningsutveckling
| Befolkningsutvecklingen i Suomussalmi kommun 1975–2020                                                       | Befolkningsutvecklingen i Suomussalmi kommun 1975–2020 | Befolkningsutvecklingen i Suomussalmi kommun 1975–2020 | Befolkningsutvecklingen i Suomussalmi kommun 1975–2020 | Befolkningsutvecklingen i Suomussalmi kommun 1975–2020 |
| --- | ------------------------------------------------------ | ------------------------------------------------------ | ------------------------------------------------------ | ------------------------------------------------------ |
| |                                                        |                                                        |                                                        |                                                        |
| År |                                                        |                                                        | Folkmängd                                              |                                                        |
| 1975 | 1975                                                   |                                                        | 13 445                                                 |                                                        |
| 1980 | 1980                                                   |                                                        | 13 357                                                 |                                                        |
| 1985 | 1985                                                   |                                                        | 13 147                                                 |                                                        |
| 1990 | 1990                                                   |                                                        | 12 509                                                 |                                                        |
| 1995 | 1995                                                   |                                                        | 12 124                                                 |                                                        |
| 2000 | 2000                                                   |                                                        | 11 003                                                 |                                                        |
| 2005 | 2005                                                   |                                                        | 10 071                                                 |                                                        |
| 2010 | 2010                                                   |                                                        | 9 156                                                  |                                                        |
| 2015 | 2015                                                   |                                                        | 8 336                                                  |                                                        |
| 2020 | 2020                                                   |                                                        | 7 594                                                  |                                                        |
| Anm: Uppgifterna avser förhållandena den 31 december nämnda år enligt områdesindelningen den 1 januari 2022. |                                                        |                                                        |                                                        |                                                        |

## Kultur
Stilla folk (Hiljainen kansa) är ett område på en åker/äng cirka 30 km norr om Suomussalmi utefter huvudväg 5 med cirka 800 figurer med tuvor som huvuden och behängda med kläder, så att det på håll är förvillande likt en gles samling människor. Kreatören är dansaren och multikonstnären Reijo Kela.

### Kända personer från Suomussalmi
- Kaarlo Juho Ståhlberg, Finlands förste president
- Toini Gustafsson Rönnlund, OS-medaljör
- Janne Pesonen, ishockeyspelare
- Ilmari Kianto, författare
- Osmo Tapio Räihälä, tonsättare
- Heikki Kovalainen, Formel 1-förare
- Merja Kyllönen, tidigare trafikminister, riksdagsledamot för Vänsterförbundet
- Anni Aitto, skådespelare och mottagare av Pro Finlandia-medaljen